# Pröhle Károly (lelkész, 1875–1962)
Pröhle  Károly, (Rábabogyoszló,1875. március 17. - Sopron, 1962.  december 11.) magyar evangélikus lelkész, teológus, egyetemi tanár, főszerkesztő. Kiemelkedő tevékenységet fejtett ki az evangélikus teológiai munka tudományos színvonaláért, az evangélikus lelkészképzés egyetemi fokra emeléséért. 

## Életpályája
Tanulmányait a soproni bölcsészetteológiai főiskolán, a greifswaldi és tübingeni egyetemen végezte. 1902-től 1906-ig lelkész volt Lajtaújfaluban.  A soproni teológiai akadémián volt 1907-től rendes tanár. 1918-ban a budapesti egyetemen szerzett filozófiai doktorátust. 1923-tól 1946-ig Magyar Királyi Erzsébet Tudományegyetem Evangélikus Hittudományi Karán Sopronban, a rendszeres teológia tanára volt. 1942-ben a pécsi tudományegyetem felsőházi képviselője lett.
A Keresztyén Igazság című evangélikus folyóirat főszerkesztője, a Protestáns Szemle társszerkesztője volt. Számos tanulmánya jelent meg.

## Tagságai
A Lutheránus Világgyűléseknek, a Faith and Order mozgalom nagytanácsának, a sondershauseni Luther-Akadémia elnöki tanácsának tagja volt.

## Főbb művei
- A szocializmusról és egyházunk szociális feladatairól (Pápa, 1906);
- Háború és theológia (Pozsony, 1915);
- Az Ágostai Hitvallás (fordítás jegyzetekkel, Sopron, 1930);
- Die Trinitarische Gestaltung des christlichen Gottesglaubens (Gütersloh, 1932);
- Der ethische Begriff der Freiheit (Pécs, 1934);
- A keresztyén egyházak egysége (Sopron, 1943);
- A hittudomány kultúránk válságában (Pécs, 1944);
- A hit világa, bevezetés a keresztyén hittanba (Győr, 1948).

## Emlékezete
Sopronban az evangélikus temetőben nyugszik.